# Air Paradise

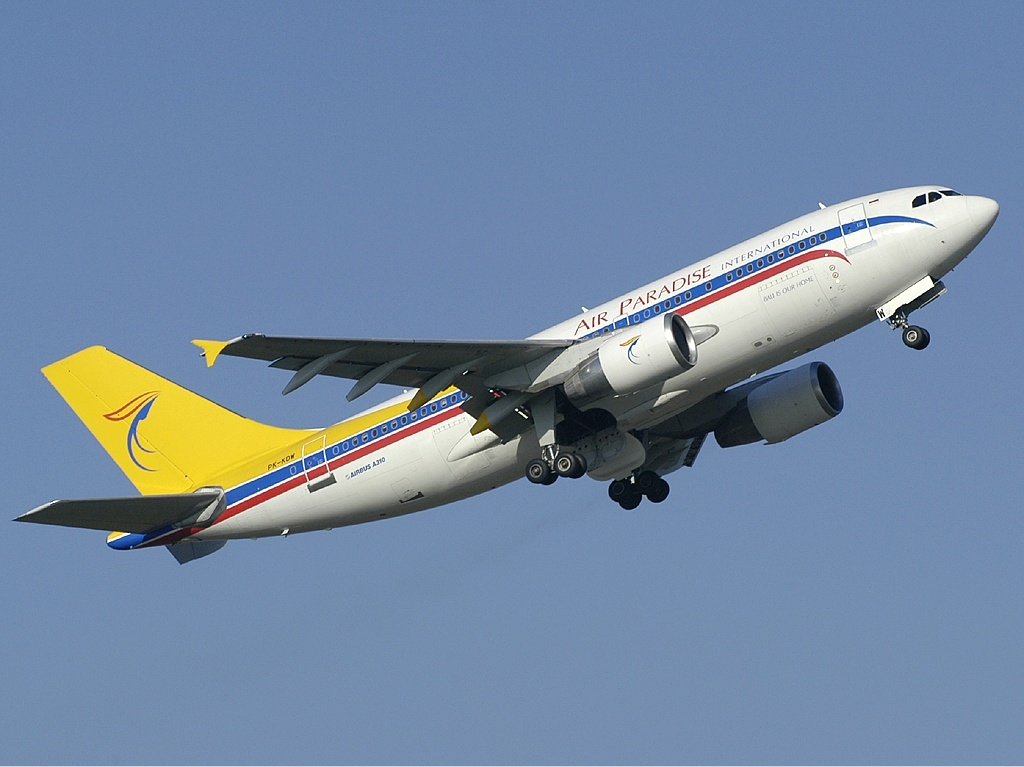
Airbus A310 van Air Paradise International

Air Paradise International was een luchtvaartmaatschappij gevestigd in Denpasar, Bali, Indonesië. Het bedrijf verzorgt verbindingen in Australië, Zuid-Korea en Taiwan. De thuisbasis is Ngurah Rai Airport, Denpasar. Op 24 november 2005 gaf de maatschappij aan dat ze haar activiteiten staakte, in verband met de teruggelopen opdrachten na de aanslagen op Bali op 1 oktober 2005. Air Paradise probeert haar activiteiten te herstarten in maart 2007.

## Codes
- IATA Code: AD
- ICAO Code: PRZ

## Geschiedenis
Het bedrijf werd opgericht in juni 2002 en begon met activiteiten op 16 februari 2003 met verbindingen naar Perth in Australië vanaf Denpasar, Bali. Op 27 december 2004 begon men te vliegen op Osaka, Japan. De activiteiten werden stilgelegd op 24 november 2005.